# Egil Danielsen
Egil Danielsen (* 9. November 1933 in Hamar; †  29. Juli 2019) war ein norwegischer Leichtathlet (Speerwerfer). 
Der Favorit bei den Olympischen Spielen 1956 in Melbourne war der amtierende Europameister Janusz Sidło aus Polen. Die meisten Weiten über 80 Meter hatte 1956 allerdings der Norweger Egil Danielsen geworfen. Im Finale am 26. November 1956 erreichte Sidło im dritten Versuch 79,98 m. Doch im vierten Versuch stellte Danielsen einen Weltrekord auf, womit er Gold gewann. Hier die Serie des Weltrekordes: 72,60 - 68,49 - 70,75 - 85,71 - 72,60 - 68,86 m. Ohne den Ausreißer hätte Danielsen Platz 6 belegt.
Danielsen war 1956 mit seinem Weltrekord und 1957 mit 84,00 m jeweils Weltjahresbester. 1958 warf er 82,49 m, womit er Platz 2 der Weltjahresbestenliste belegte. Platz 2 belegte er auch bei den Europameisterschaften 1958 mit 78,27 m hinter Sidło.
Danielsen übertraf nur in den Jahren 1956–1958 die 80-Meter-Marke. Bei den Olympischen Spielen 1960 überstand er mit 72,93 m als 17. die Qualifikation nicht.
1956 gewann er die Wahl zu Norwegens Sportler des Jahres, die Morgenbladet-Goldmedaille und den Fearnleys olympiske ærespris.
Bei einer Körpergröße von 1,82 m hatte er ein Wettkampfgewicht von 88 kg.